# Ленард, Филипп
Филипп Эдуард Антон фон Ленард (нем. Philipp Eduard Anton von Lenard; 7 июня 1862[…], Братислава, Королевская Венгрия, Австрийская империя — 20 мая 1947[…], Мессельхаузен, Штутгарт) — немецкий физик-экспериментатор, автор многих работ в области физики твёрдого тела и атомной физики. Лауреат Нобелевской премии по физике (1905 год) «за исследовательские работы по катодным лучам». В 1920-х годах стал противником теории относительности и пропагандистом т. н. «арийской физики».

## Биография и научные достижения

### Становление
Филипп Ленард родился в Прессбурге (ныне Братислава) 7 июня 1862 года в Австрийской империи. В 1722 году семье Ленардов было присвоено наследственное дворянство, которое однако, начиная с конца XVIII века, в семье не применялось. Родители Ленарда были немецкоговорящими (карпатскими немцами). Его отец, Филипп фон Ленардис (1812—1896), был торговцем вином в Прессбурге. Мать звали Антони Бауманн (1831—1865).
В 1880 году Ленард изучал в течение двух семестров естественные науки — сначала в Будапеште, а затем в Вене. После этого он предпочёл работу в отцовском винном магазине в Прессбурге. В 1883 году Ленард продолжил обучение в Гейдельберге под руководством Германа Квинке и Роберта Бунзена. После обучения в течение одного семестра в Берлине под руководством Германа Гельмгольца он защитил в 1886 году в Гейдельберге диссертацию по теме «О колебаниях падающих капель».
В 1887 году он снова работал в Будапеште под руководством Лорана Этвоша в качестве демонстратора. После работы в Аахене, Бонне, Бреслау, Гейдельберге (1896—1898) и Киле (1898—1907) он окончательно вернулся в Гейдельбергский университет в 1907 году в качестве главы Института Филиппа Ленарда. В это время он продолжил исследования люминесценции. В последующие десятилетия на основе этих исследований он написал основополагающие работы о механизме свечения так называемых фосфоров Ленарда. В 1905 году Ленард стал членом Королевской академии наук Швеции, а в 1907 году — Венгерской академии наук.

### Катодные лучи
После недолгого пребывания в Лондоне и Вроцлаве Ленард приступил в апреле 1891 года к работе ассистентом Генриха Герца в Бонне, и в 1892 году защитил вторую диссертацию по теме «Об электрических свойствах дождей». Об электрических свойствах дождей и гроз он в последующие годы опубликовал множество работ. После ранней смерти Герца в 1894 году Ленард издал собрание его сочинений.
В Бонне Ленард занимался катодными лучами, особенно их способностью проникать через тонкие слои металлов. После изобретения в 1892 году разрядных трубок, названных его именем (трубок Ленарда), а также окошка Ленарда, впервые появилась возможность изучать катодные лучи независимо от газового разряда. Эксперименты Ленарда привели к прояснению корпускулярной природы катодных лучей, хотя к великому огорчению Ленарда приоритет в открытии электрона отошёл в 1897 году Дж. Дж. Томсону.
Одну из изобретённых им разрядных трубок из собственного лабораторного оснащения Ленард якобы передал Рёнтгену. Первоначально дружеское отношение Ленарда к Рёнтгену после присуждения последнему Нобелевской премии за 1901 год сменилось на резко враждебное, впоследствии он называл Рёнтгена «повивальной бабкой», а себя — «настоящей матерью открытия рентгеновских лучей» Однако никаких доказательств, что Рёнтген сделал своё открытие исключительно благодаря трубке Ленарда нет. В частности, классическая статья Рентгена «О новом роде лучей» начинается с фразы: «Если пропускать заряд большой катушки Румкорфа через трубку Гитторфа, Крукса, Ленарда или другой подобный прибор, то наблюдается следующее явление».

### Фотоэффект
В 1898 году Ленард стал профессором в Кильском университете. Только здесь он получил неограниченные возможности для экспериментальных исследовательских работ.
В 1900 году он продолжил исследовать фотоэлектрический эффект. Внешний фотоэффект был открыт в 1886 году Герцем и в 1887 году Гальваксом. В 1900 году Ленард не только подтвердил открытую ранее Столетовым закономерность увеличения фототока с ростом освещённости, но и обнаружил новую фундаментальную закономерность: задерживающее напряжение (а значит, и максимальная скорость вылетающих электронов) не зависит от освещённости, а зависит только от цвета (а значит, от частоты) падающего света. Хотя из-за экспериментальных трудностей Ленарду не удалось получить количественную частотную зависимость, сам факт существования этой зависимости противоречил тогдашним представлениям о свете. Объяснение этого эффекта было сделано только в 1905 году А. Эйнштейном при помощи гипотезы световых квантов.

### Модель атома

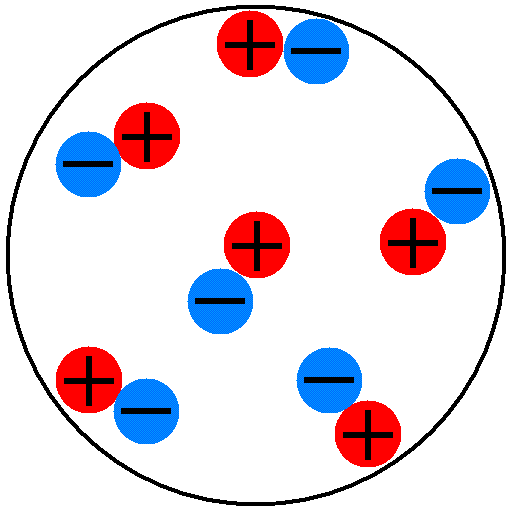
Модель атома Ленарда, 1903

Основываясь на измерении поглощения катодных лучей Ленард разработал в 1903 году свою динамидическую модель атома, согласно которой атом был, в-основном, «пустым», и в этом атоме имелись одинаковые нейтральные частицы («динамиды») маленького объёма, состоящие из электрона и крепко связанной с ним положительно заряжённой частицы. Этой моделью Ленард впервые опроверг господствующее в то время представление об атоме как о массивном однородном объекте. Модель Ленарда была предшественницей планетарной модели атома Резерфорда 1910—1911 годов, которую тот разработал на основе своих опытов по рассеянию альфа-частиц.

### Нобелевская премия по физике в 1905 году
Годы, проведённые в Киле, были самыми продуктивными в жизни Ленарда. В 1905 году Ленард получил Нобелевскую премию по физике «за исследовательские работы по катодным лучам».

### Радиологический институт в Гейдельберге
В 1907 году Ленард перешёл в Гейдельберг в качестве последователя своего учителя Германа Квинке — профессора и директора физического института. В 1913 году он основал радиологический институт и возглавлял его до выхода на пенсию в 1932 году. В Гейдельберге исследования Ленарда смещаются от экспериментов к созданию обобщающих концепций. Во время первой мировой войны он написал множество статей для справочника по физике. Современную абстрактную физику, в создании которой он сам когда-то принимал участие, Ленард перестал принимать.

## Ленард и немецкая физика

### Окончание исследовательских работ
Под впечатлением от первой мировой войны, Версальского договора и Веймарской республики, Ленард, убеждённый монархист, примкнул к антиеврейскому движению. Теорию относительности и квантовую механику он отвергал как абстрактные и чуждые реальности теории. Он работал над теорией эфира, при помощи которой пытался объяснить опыт Майкельсона или смещение перигелия Меркурия, оставаясь в рамках рациональной классической физики (см. Об эфире и исходном эфире 2-е издание с предупреждением немецким исследователям, Лейпциг, 1922). Также Ленард выступал с резкой критикой лично Альберта Эйнштейна в газетных статьях и публичных докладах. Кульминацией противостояния с Эйнштейном стала публичная конфронтация на конференции естествоиспытателей и врачей в Бад-Наухайме 23 сентября 1920 года.

### Кризисный 1922 год
В судьбоносном для Ленарда 1922 году он полностью пересмотрел свои жизненные взгляды. Институт физики был блокирован студенческим социал-демократическим обществом, так как Ленард отказался вывесить траурный флаг в честь государственных похорон недавно убитого Вальтера Ратенау. Последствием этого стал арест Ленарда. Кроме того Ленард потерял в результате инфляции всё своё состояние, и в этом же году умер его единственный сын.
В этом же году Эйнштейн получает Нобелевскую премию за 1921 год за прояснение квантовой природы фотоэффекта, в чём существенную роль сыграли эксперименты Ленарда. После появления в 1922 году расовой теории Ханса Фридриха Карла Гюнтера, с радостью воспринятой Ленардом, он окончательно обратился к национал-социализму.

### ПоддержкаНСДАП
Ленард, и ранее отличавшийся поддержкой немецкого национализма и антисемитизма, был первым крупным немецким учёным, который публично, 8 мая 1924 года поддержал НСДАП. В этот день в «Великогерманской газете»[прояснить] вышла его статья, в соавторстве с Йоганном Штарком, в которой оба учёных поддержали программу партии НСДАП, а также идеалы некоторых вождей партии, таких как Адольф Гитлер, Эрих Людендорф и Эрнст Пёнер (главный полицмейстер Мюнхена).
В 1926 году Ленард встретился в Гейдельберге с Гитлером. После выхода на пенсию в 1932 году Ленард получил от нацистского режима много наград в качестве ведущего представителя физики. В 1935 году физический институт Гейдельбергского университета был переименован в Институт Филиппа Ленарда.
В 1937 году Ленард становится членом НСДАП и награждается «золотым почётным знаком».

### Основатель «арийской физики»
В последующие годы Ленард был одним из группы примерно 30 физиков, которые пропагандировали «немецкую физику». Они отвергали неклассические части современной теоретической физики под предлогом того, что они были «догматическо-диалектическими» произведениями. По мнению Ленарда, познание природы зависит от расы, причём арийская раса имеет для этого наилучшие предпосылки. От физики требовалась наглядность моделей, причём в центре физики должен стоять эксперимент. Теоретические построения должны стоять «на твёрдом фундаменте классической физики».
Презирал «английскую физику», которая, как он считал, украла идеи из Германии.
Хотя квантовая теория отрицалась Ленардом, некоторые другие приверженцы «немецкой физики» принимали её (см. Гримзель-Томашек, «Учебник физики», том II, часть 2: Материя и эфир, Лейпциг/Берлин 1938, 8-е издание, с. 229 и далее). Теория относительности, разработанная Лоренцем, Пуанкаре и Эйнштейном, полностью отвергалась. Лоренцево сокращение длины всё же принималось некоторыми приверженцами «немецкой физики» в качестве возможного объяснения отрицательных результатов опытов Майкельсона (там же, с. 430).
В 1936 году вышел учебник Ленарда «Немецкая физика в четырёх томах». Он описывал только области классической физики и не касался ни квантовой механики, ни теории относительности. Открытия современной физики объяснялись при помощи теории эфира и атомной модели Йоганна Штарка. В предисловии к учебнику Ленард приводит следующее высказывание, которое можно рассматривать как программу немецкой физики: «Вы спросите — „Немецкая физика?“. Я мог бы назвать её также арийской физикой или физикой людей нордического типа, физикой исследователей реальности, искателей истины, физикой тех, кто основал естествоиспытание… В действительности наука, как и всё, что создают люди, зависит от расы, от крови» (см. Филипп Ленард, Немецкая Физика в четырёх томах, Мюнхен 1936, том I, с. IX). В движении «немецкой физики» Ленард заведовал, в отличие от Йоганна Штарка, интеллектуальной частью и почти не участвовал в политических мероприятиях.
В ноябре 1940 года было заключено соглашение (известное как «Мюнхенский разговор о религии») между представителями «немецкой физики» (Рудольфом Томашеком, Альфонсом Бюлем, Людвигом Вешем и Вильгельмом Мюллером) и представителями современной физики (Карлом Рамзауэром, Георгом Иосом, Хансом Копферманом и Карлом Фридрихом фон Вайцзеккером). При этом представители «немецкой физики» должны были признать неопровержимые факты современной физики и прекратить политические нападки на них. Письменное соглашение закрепляло следующие пункты:
- теоретическая физика является неотъемлемой частью физики;
- специальная теория относительности является неотъемлемой частью физики, однако требует дальнейших проверок;
- четырёхмерное представление природных процессов является математической абстракцией и не является моделью пространства-времени;
- квантовая механика представляет собой единственную возможность описания атомных процессов, тем не менее требуется более глубокое понимание эффектов, стоящих за формализмом.

После этого договора «немецкая физика» потеряла своё влияние. Ленард считал, что его взгляды были недостаточно представлены при обсуждении, и принял договор как предательство.
В 1944 году часть физического института была перенесена в Мессельхаузен. Ленард был так привязан к институту, что тоже переехал в Мессельхаузен.
После капитуляции нацистов в 1945 году американцы, по причине преклонного возраста Ленарда, не стали подвергать его процедуре «денацификации».
Ленард умер в 1947 году. Его имущество хранится в «немецком музее» в Мюнхене.

## Память
С 1927 по 1945 год гимназия им. Германа Гельмгольца в Гейдельберге носила имя Филиппа Ленарда. В рамках ликвидации нацистских названий улиц и памятников в сентябре 1945 года приказом военного правительства гимназия была переименована обратно.
30 октября 2008 года Международный астрономический союз присвоил имя Филиппа Ленарда кратеру на обратной стороне Луны.
В честь Ленарда была названа улица в г. Гатино (Квебек). В 2015 году Центр по еврейским делам поднял перед муниципалитетом вопрос о целесообразности наименования улицы в честь сторонника нацистов. Городской совет принял решение о переименовании её в улицу Альберта Эйнштейна. Также была переименована улица имени Алексиса Карреля.

## В массовой культуре
В первом сезоне телесериала BBC «Гений» роль Ленарда сыграл Майкл Макэлхаттон.